# Lacroix-Saint-Ouen
La Croix-Saint-Ouen redirige ici.
Lacroix-Saint-Ouen, également appelée La Croix Saint-Ouen, est une commune française située dans le département de l'Oise en région Hauts-de-France.

## Géographie

### Localisation

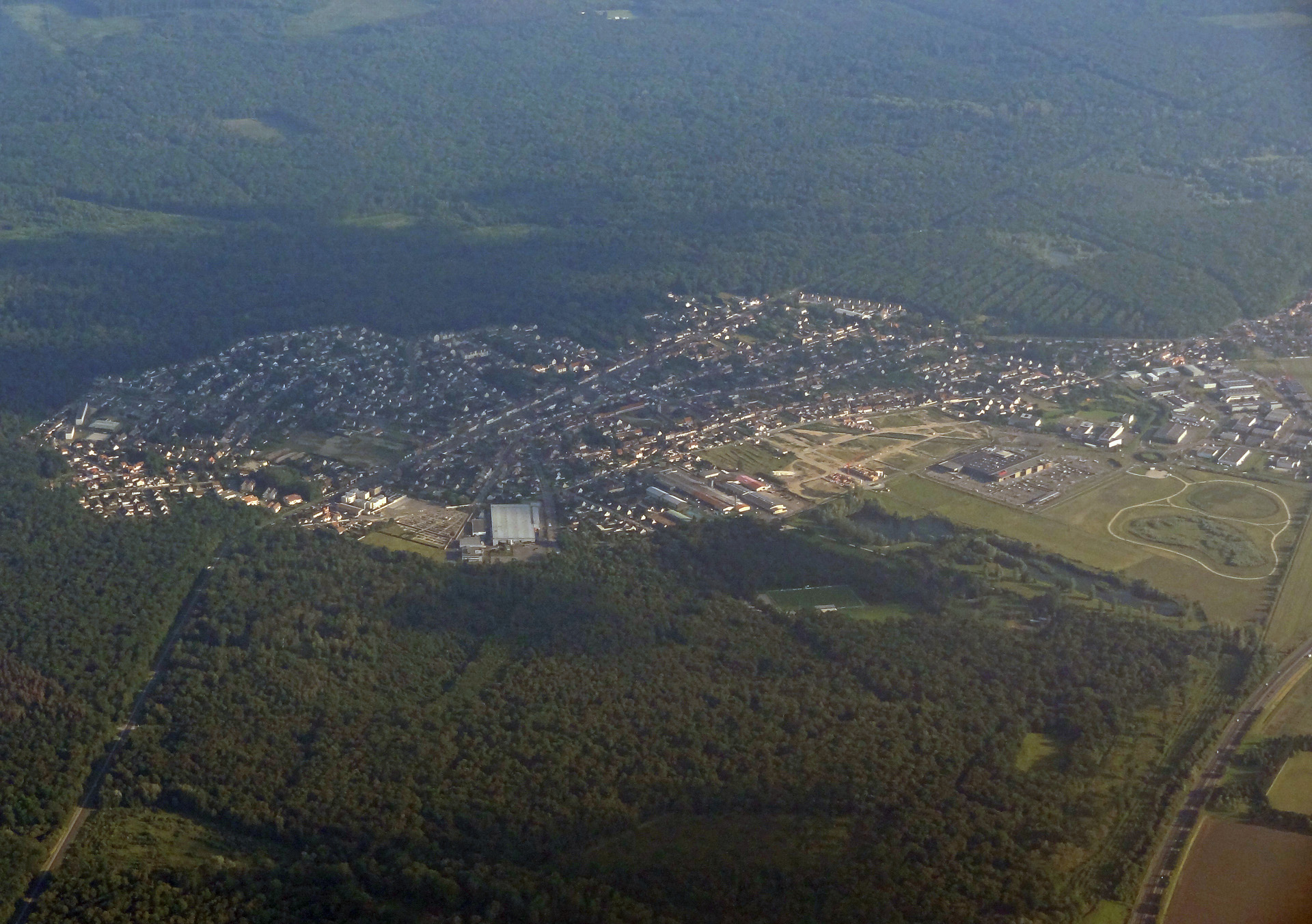
Vue aérienne en 2014.

La commune de Lacroix-Saint-Ouen se trouve dans le département de l'Oise, en région Hauts-de-France. Elle se situe au sud de Compiègne sur la RD 932a, l'ancienne RN 32.
Lacroix-Saint-Ouen se situe à 8 km par la route de Compiègne, de 63,3 km du chef-lieu du département, Beauvais, de 72,6 km de Paris, et de 161,6 km de Lille, chef-lieu de la région Hauts-de-France.
En 1850, Louis Graves décrivait le territoire communal comme « couvert aux quatre cinquièmes par la forêt de Compiègne. Les' lignes du périmètre sont déterminées, dans la forêt, par le chemin du bout de Jaux, la route du Carnois, celles de Champlieu et de la Volière.
Le chef-lieu est placé vers la partie moyenne, mais rapproché de ta vallée de l'Oise. Il forme une agglomération considérable comprenant quatre rues assez larges, bâties sur d'anciens chemins forestiers, et quelques ruelles transversales. On y compte deux cent soixante-dix feux ».

### Communes limitrophes
Les communes limitrophes sont Compiègne, Armancourt, Jaux, Le Meux, Rivecourt, Saint-Jean-aux-Bois, Saint-Sauveur et Verberie.
| Jaux Armancourt    | Compiègne           |                     |
| Le Meux            | La Croix-Saint-Ouen | Saint-Jean-aux-Bois |
| Rivecourt Verberie | Saint-Sauveur       |                     |

### Géologie et relief
La superficie de la commune est de 20,8 km2. Son territoire est relativement plat, le dénivelé maximal atteignant 24 mètres. L'altitude du territoire varie de 30  à   54 mètres.

### Hydrographie
Le territoire communal est limité à l'ouest par le lit de l'Oise, l'un des principaux affluents du fleuve la Seine. Un pont suspendu, détruit puis reconstruit après la Seconde Guerre mondiale en 1949, qui permet à la RD 98 de franchir sur une seule voie l'Oise en reliant la commune au Meux, fait l'objet d'un chantier de réfection de 2023 à 2025,.

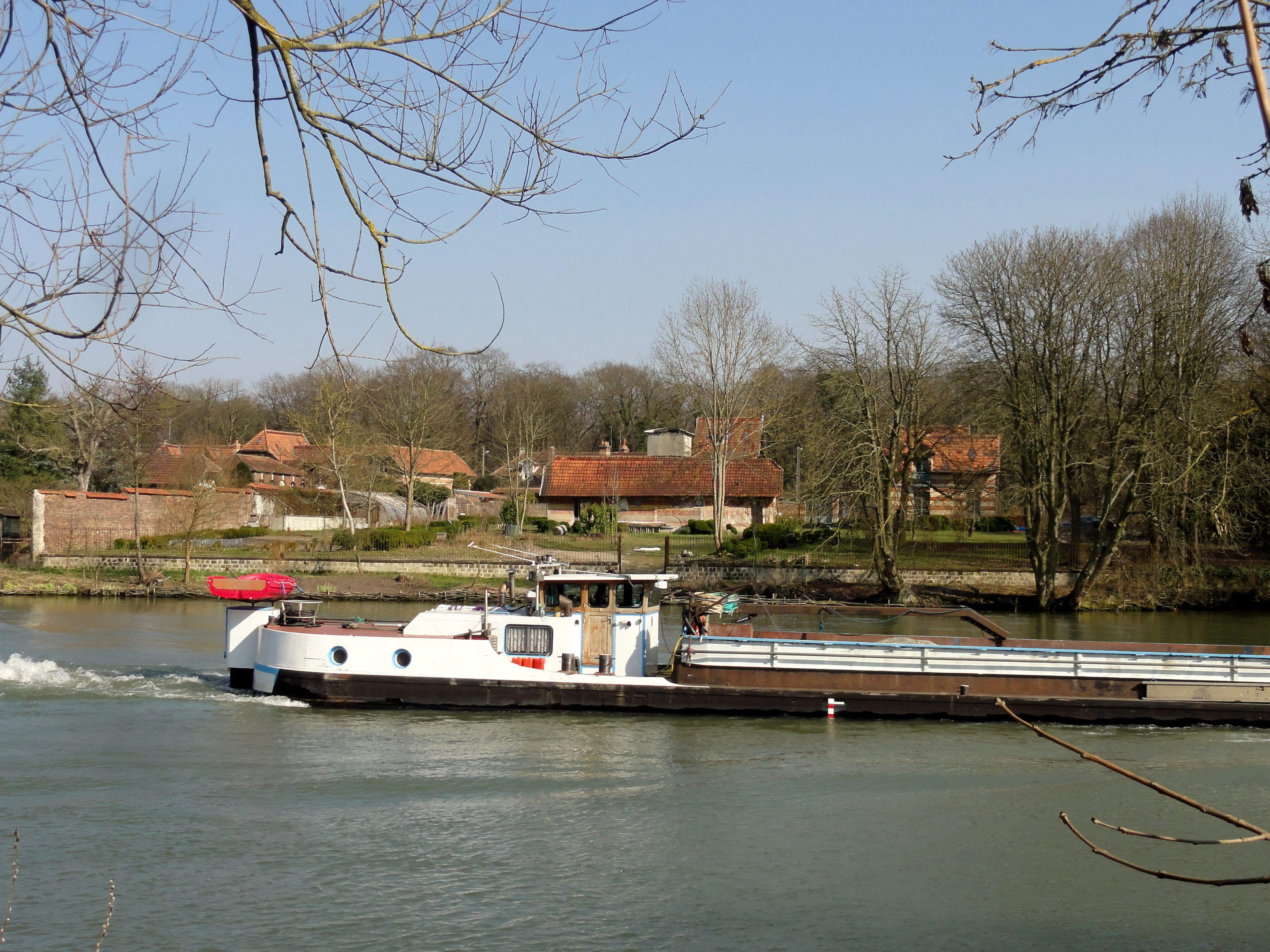
L'Oise au niveau des écuries du Château Prat
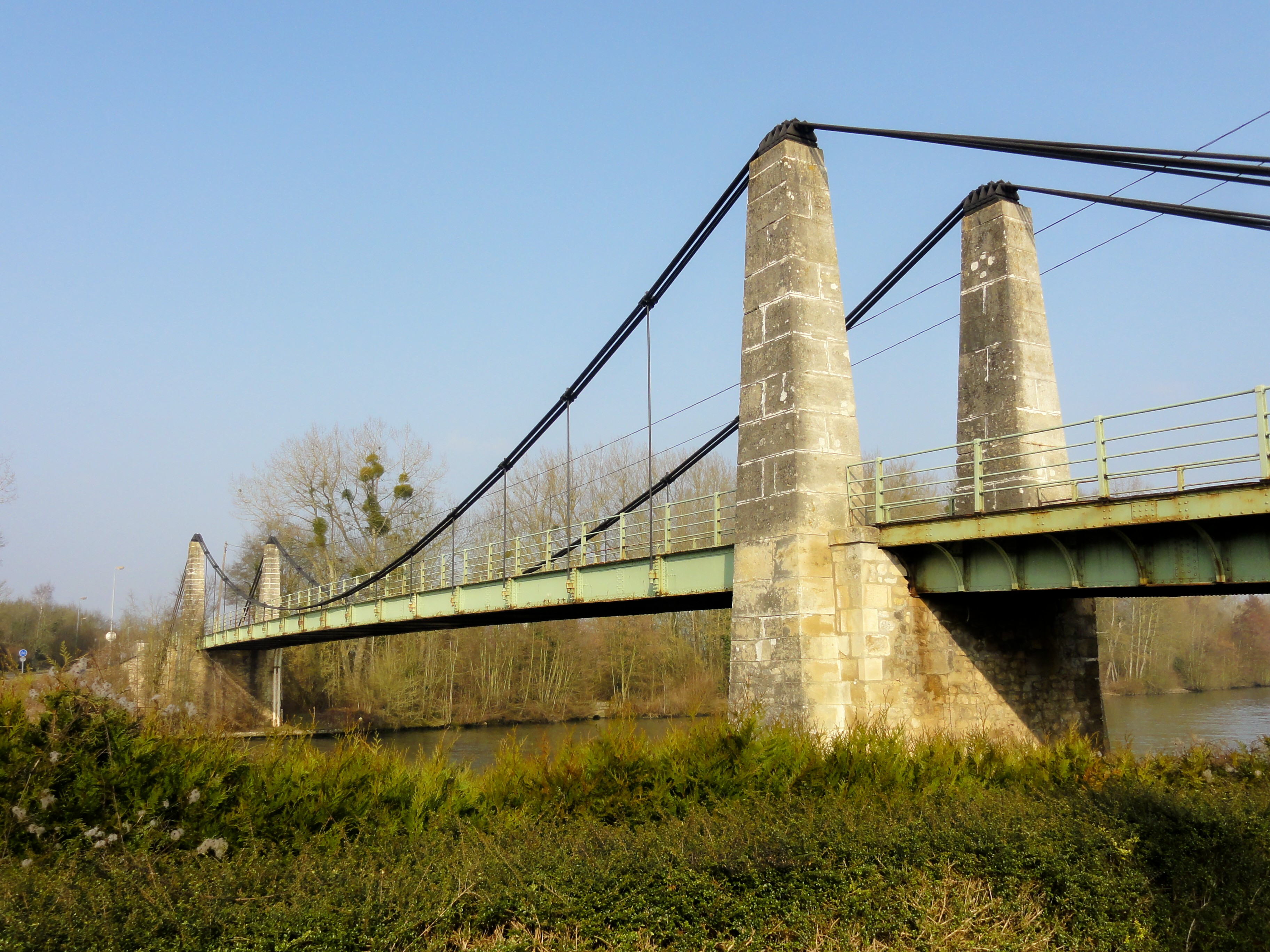
Le Pont du Bac, reconstruit en 1949.

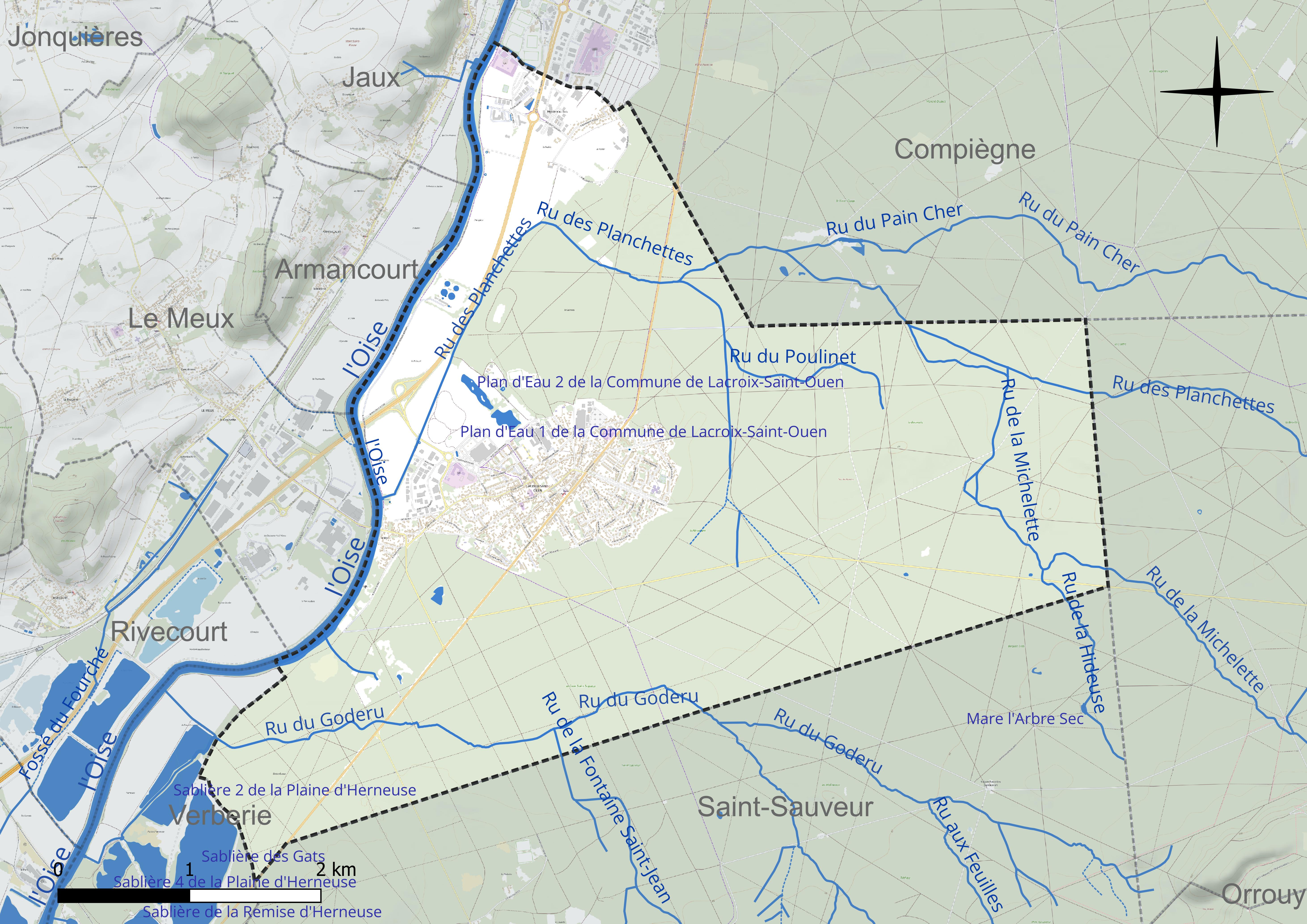
Réseau hydrographique de Lacroix-Saint-Ouen.

### Climat
Pour des articles plus généraux, voir Climat des Hauts-de-France et Climat de l'Oise.
En 2010, le climat de la commune est de type climat océanique dégradé des plaines du Centre et du Nord, selon une étude du CNRS s'appuyant sur une série de données couvrant la période 1971-2000. En 2020, Météo-France publie une typologie des climats de la France métropolitaine dans laquelle la commune est dans une zone de transition entre le climat océanique et le climat océanique altéré et est dans la région climatique Nord-est du bassin Parisien, caractérisée par un ensoleillement médiocre, une pluviométrie moyenne régulièrement répartie au cours de l’année et un hiver froid (3 °C).
Pour la période 1971-2000, la température annuelle moyenne est de 10,9 °C, avec une amplitude thermique annuelle de 15,2 °C. Le cumul annuel moyen de précipitations est de 678 mm, avec 11,2 jours de précipitations en janvier et 8 jours en juillet. Pour la période 1991-2020, la température moyenne annuelle observée sur la station météorologique la plus proche, située sur la commune de Margny-lès-Compiègne à 8 km à vol d'oiseau, est de 11,2 °C et le cumul annuel moyen de précipitations est de 633,5 mm,. Pour l'avenir, les paramètres climatiques de la commune estimés pour 2050 selon différents scénarios d'émission de gaz à effet de serre sont consultables sur un site dédié publié par Météo-France en novembre 2022.

### Paysages
La commune est bordée par la Forêt de Compiègne.

## Urbanisme

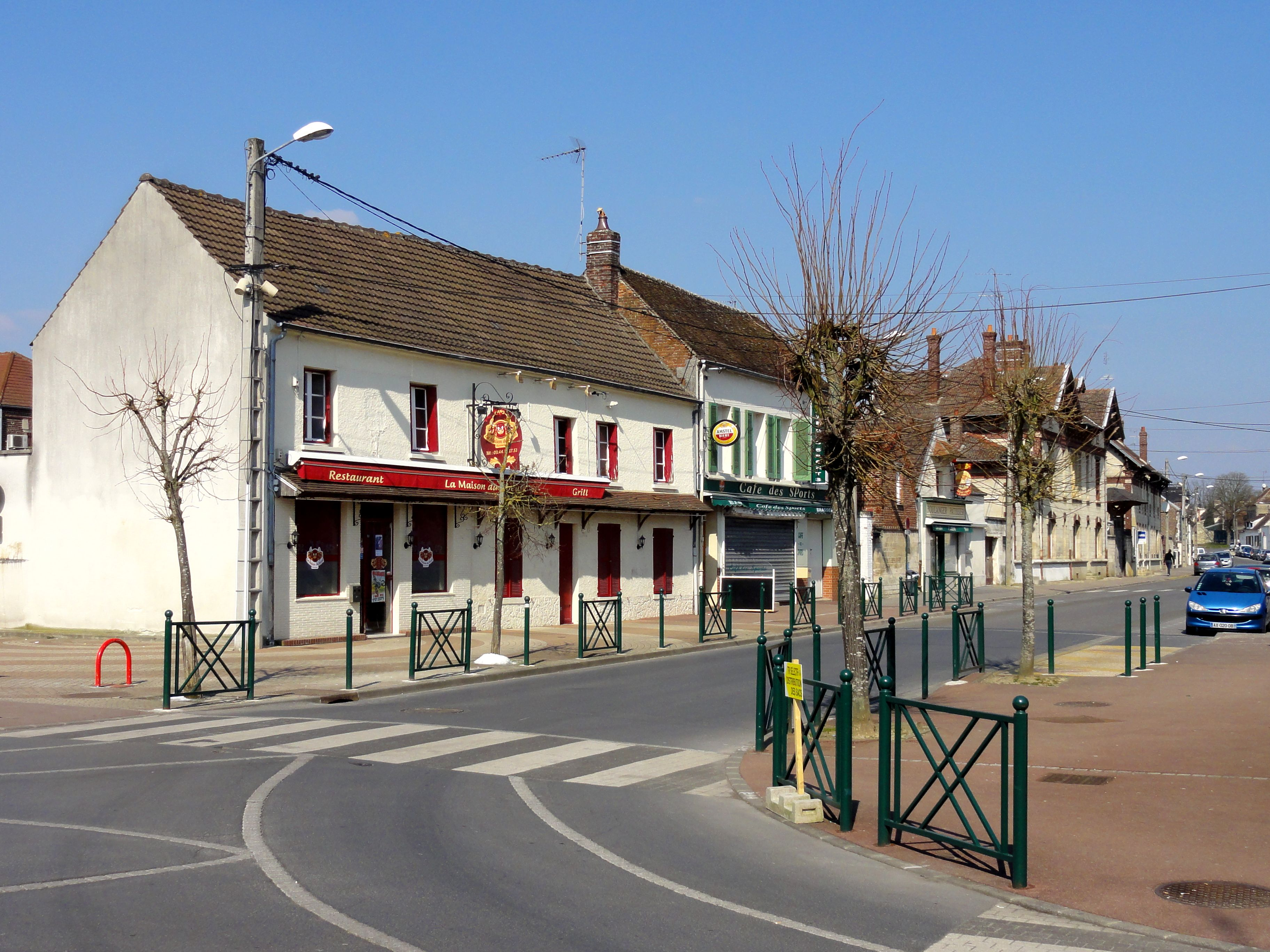
Ambiance de la commune : la rue Carnot.

### Typologie
Au 1er janvier 2024, Lacroix-Saint-Ouen est catégorisée ceinture urbaine, selon la nouvelle grille communale de densité à sept niveaux définie par l'Insee en 2022.
Elle appartient à l'unité urbaine de Lacroix-Saint-Ouen, une agglomération intra-départementale regroupant trois communes, dont elle est ville-centre,,. Par ailleurs la commune fait partie de l'aire d'attraction de Compiègne, dont elle est une commune de la couronne,. Cette aire, qui regroupe 101 communes, est catégorisée dans les aires de 50 000 à moins de 200 000 habitants,.

### Occupation des sols

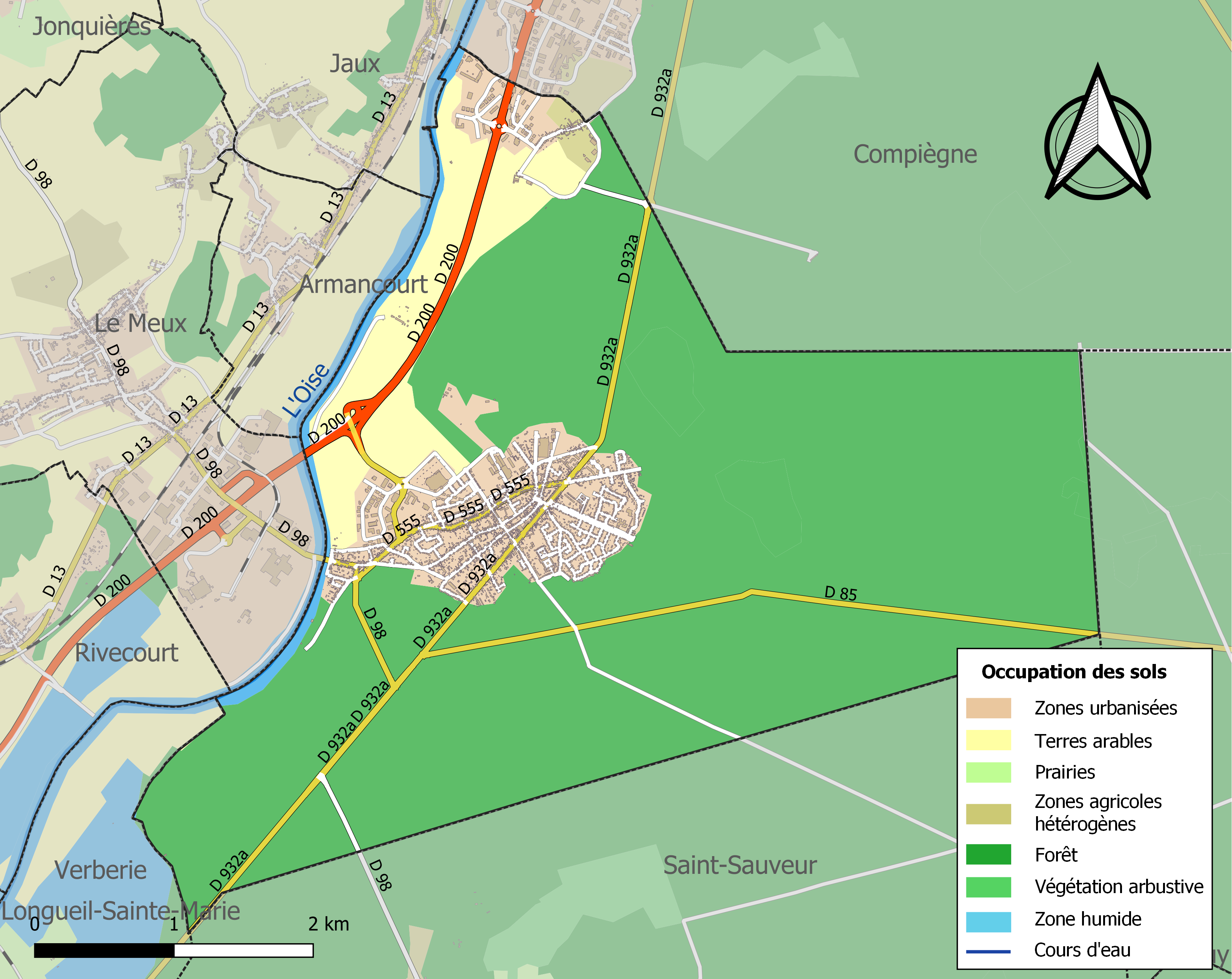
Carte des infrastructures et de l'occupation des sols de la commune en 2018 (CLC).

L'occupation des sols de la commune, telle qu'elle ressort de la base de données européenne d’occupation biophysique des sols Corine Land Cover (CLC), est marquée par l'importance des forêts et milieux semi-naturels (78,6 % en 2018), une proportion sensiblement équivalente à celle de 1990 (78,9 %). La répartition détaillée en 2018 est la suivante :
forêts (78,6 %), terres arables (8,3 %), zones urbanisées (7,9 %), zones industrielles ou commerciales et réseaux de communication (3,2 %), eaux continentales (1,5 %), zones agricoles hétérogènes (0,5 %). L'évolution de l’occupation des sols de la commune et de ses infrastructures peut être observée sur les différentes représentations cartographiques du territoire : la carte de Cassini (XVIIIe siècle), la carte d'état-major (1820-1866) et les cartes ou photos aériennes de l'IGN pour la période actuelle (1950 à aujourd'hui).

### Lieux-dits, hameaux et écarts
La commune comprend, en plus du bourg, un hameau qui se trouve à environ 4 km au nord devant les portes de Compiègne, appelé Mercières-aux-Bois.

### Habitat et logement
En 2020, le nombre total de logements dans la commune était de 2 413, alors qu'il était de 1 966 en 2015 et de 1 932 en 2010.
Parmi ces logements, 93,5 % étaient des résidences principales, 0,9 % des résidences secondaires et 5,6 % des logements vacants. Ces logements étaient pour 72,3 % d'entre eux des maisons individuelles et pour 27,6 % des appartements.
Le tableau ci-dessous présente la typologie des logements à Lacroix-Saint-Ouen en 2020 en comparaison avec celle de l'Oise et de la France entière. Une caractéristique marquante du parc de logements est ainsi une proportion de résidences secondaires et logements occasionnels (0,9 %) inférieure à celle du département (2,4 %) mais supérieure à celle de la France entière (9,7 %). Concernant le statut d'occupation de ces logements, 62,7 % des habitants de la commune sont propriétaires de leur logement (70,2 % en 2015), contre 61,4 % pour l'Oise et 57,5 pour la France entière.
| Typologie                                               | Lacroix-Saint-Ouen | Oise | France entière |
| ------------------------------------------------------- | ------------------ | ---- | -------------- |
| Résidences principales (en %)                           | 93,5               | 90,5 | 82,1           |
| Résidences secondaires et logements occasionnels (en %) | 0,9                | 2,4  | 9,7            |
| Logements vacants (en %)                                | 5,6                | 7,1  | 8,2            |

La commune, tenue par l'article 55 de la loi SRU de disposer d'au moins 20 % de logements sociaux, ne remplit pas encore ses obligations en 2020, malgré un effort soutenu de construction ou de changement d'usage qui a vu ce ratio passer de 9,09 % en 2014 à 17,53 % en 2019. Elle est donc astreinte à une pénalité financière de 13 510,26 € en 2020,.
|                    | Logements |         |       |         |
| 2014               | 2014      | 2020    | 2020  |         |
| Nombre             | %         | Nombre  | %     |         |
| Ensemble           | 1 834     | 100,0 % | 2 257 | 100,0 % |
| Propriétaires      | 1 288     | 70,2 %  | 1 416 | 62,7 %  |
| Locataires         | 487       | 26,6 %  | 777   | 34,4%   |
| Logés gratuitement | 59        | 3,2 %   | 64    | 2,8 %   |

### Voies de communication et transports
La commune est desservie par la gare du Meux - Lacroix-Saint-Ouen, située sur la commune du Meux sur la rive droite de l'Oise, à environ 2 km du bourg, et desservie par des trains TER Hauts-de-France qui effectuent des missions entre les gares de Paris-Nord et de Compiègne.
La commune est desservie, en 2023, par la ligne 5, l'ensemble des lignes périurbaines et la ligne ARC Express du réseau TIC, ainsi que par les lignes 13 et 14 du service AlloTIC. Elle est également desservie par les lignes 641, 650, 651, 653, 654, 655, 656, 657, 658, 659, 660, 661, 662, 663, 664, 665, 6310, 6321, 6322, 6323 et 6324 du réseau interurbain de l'Oise.

## Toponymie
Le nom de la localité est attesté sous les formes Crux sancti Audoeni abbatiola (870) ; de Cruce sancti Audoeni (871) ; Abbatia et abbatiola Crucis Audoeni (IXe siècle) ; et abbatia de cruce S. audoeni (893) ; Abbatiam quae nuncupatur Crux sancti Audoeni (918) ; Crux juxta Compendium (944) ; Cruci Sti Audoeni (1202) ; de Cruce Si Audoeni (1202) ; de cruce (1202) ; villa de Cruce sancti Audoeni (1268) ; de Cruce sancti Audoeni (1332) ; la Croix saint Oyen (1373) ; la Croix sainct oyen (1399) ; la Croix Saint Ouin (vers 1450) ; la Croix Saint Oin (vers 1450) ; la Croix saint Ouen proche Compiègne (1474) ; la Croix Saint Oyen (1663) ; la Croix Saint Oyan (1667) ; Silvie (1794) ; Sylvie (1794) ; la Croix-Saint-Ouen (1840) ; Lacroix-Saint-Ouen (1961).

Avant la Révolution française, le nom est orthographié « La Croix St Ouen » (voir la carte de Cassini reproduite en page 10 des Annales historiques compiégnoises) : « Orthographe en vigueur au XVIIIe siècle, la contraction en Lacroix apparaissant dans les textes administratifs de la fin du XIXe siècle » (AHC, p. 19, note 1).
Le bourg est vraisemblablement fondé par Dagobert Ier. Alors que le roi chassait en forêt de Cuise, il rencontre une plaine enneigée avec une croix au lieu-dit de “La Croix aux œufs”. L'archevêque Saint Ouen est chargé de construire un monastère sur cette plaine, placé sous le titre de la Sainte-Croix, le prieuré ajouta le nom de son fondateur, Saint-Ouen, à son appellation primitive.
Durant la Révolution française, la commune est rebaptisée Silvie (aussi écrit Sylvie),.

## Histoire

### Moyen Âge
En 893, l'abbaye de la Croix, qui aurait été instituée par le roi Dagobert Ier et créée l'archevêque de Rouen Saint Ouen, mais, dévastée pendant les invasions normandes, n'est plus qu'un simple prieuré donné en 918 l'abbaye Saint-Médard de Soissons.
Selon Louis Graves, « Louis-le-jeune accorda, au mois de septembre 1155, des lettres de franchise aux hommes de La Croix, ainsi qu'à ceux des autres villages compris dans la châtellenie de Pierrefonds.
Le village fut entièrement détruit pendant l'année 1359, en même temps que le palais de Verberie, par les anglais et navarrois réunis Les anciens bâtimens abbatiaux, consumés par l'incendie, ne furent pas rétablis.
Louis XI séjourna dans ce lieu en 1474 ».
L'abbaye Saint-Médard de Soissons possédait la seigneurie et y exerçait la justice.

### Époque contemporaine
En 1820, le futur Charles X donne à la commune un presbytère.
En 1850 existait « un pélerinage très-fréquenté qui commence le vingt-quatre août, jour de ta fête patronale, et qui dure pendant huit jours. On y invoque le saint pour la guérison de la surdité. Les malades descendent dans un caveau placé sous le chœur et passent la tête dans une niche de pierre ». A cette époque, on compte dans la commune un moulin à vent, un four à plâtre et sept fabricants de layette. La population est essentiellement composée de bucherons, de tisserands, de couseurs de gants et d'ouvriers layettiers.
Du fait de la proximité de la forêt, une industrie du bois (caisses en bois, meubles) s'est développée au cours des siècles, atteignant son apogée au début du 20e siècle : la commune devint "la seule commune ouvrière de réelle importance dans les environs immédiats de Compiègne". Un port à bois sur l'Oise assurait les expéditions. En particulier, l'entreprise Joujoulac a produit de 1900 à 1969 des jouets en bois laqué
C'est là qu'eut lieu en 1921 le camp fondateur du néo-scoutisme en France.
Depuis les années 2000, de très nombreuses maisons et villas sont construites, ce qui a fait disparaître le caractère de ville ouvrière du début du XXe siècle.
Le 6 octobre 2009, le dernier supermarché Mammouth de France ferme ses portes à Lacroix-Saint-Ouen.

#### Les écuries de chevaux de courses
Au milieu du XIXe siècle, des écuries de course se sont implantées à Lacroix.
Une première phase, celle des entraîneurs anglais, va de 1856 à 1874 : L'arrivée du premier entraîneur anglais Thomas R. Carter est signalée en 1856. La très grande famille des Carter est à l'origine d'une dynastie d'entraîneurs qui s'impose dès 1830 à Auteuil, puis à Chantilly de 1834 jusqu'en 1964. Allié à cette famille, Henri Jennings fit toute sa carrière d'entraîneur à Lacroix de 1866 à 1887.
Une deuxième phase, à partir de 1875, se caractérise par des "gentemen-riders", à la fois propriétaires-entraîneurs-jockeys, avec notamment Jean Prat (1847-1940), de la famille d'industriels marseillais qui produisait l'apéritif Noilly Prat, qui fit construire le château Prat.
L'apogée de l'expansion de ce secteur à Lacroix va de 1883 à 1914, avec par exemple Edmond Blanc, Étienne Balsan, ancien officier de cavalerie qui se consacra aux courses. À cette époque, Lacroix est presque au même niveau que Chantilly pour ce qui est des écuries. Seule l'entreprise de Jean Prat survécut à la guerre de 1914, essentiellement jusqu'à sa mort en 1940.

## Politique et administration

### Rattachements administratifs et électoraux

#### Rattachements administratifs
La commune se trouve dans l'arrondissement de Compiègne du département de l'Oise.
Elle faisait partie du canton de Compiègne de 1801 à 1973, année où elle est intégrée au canton de Compiègne-Sud. En 4982, compte tenu de sa croissance démographique, ce canton est scindé et la commune rattachée au canton de Compiègne-Sud-Est. Dans le cadre du redécoupage cantonal de 2014 en France, cette circonscription administrative territoriale a disparu, et le canton n'est plus qu'une circonscription électorale.

#### Rattachements électoraux
Pour les élections départementales, la commune fait partie depuis 2014 du canton de Compiègne-2
Pour l'élection des députés, elle fait partie de la cinquième circonscription de l'Oise.

### Intercommunalité
Lacroix-Saint-Ouen était membre de la communauté d'agglomération dénommée Agglomération de la région de Compiègne, un établissement public de coopération intercommunale (EPCI) à fiscalité propre créé en 2004 par transformation de l'ancienne Communauté de communes de la région de Compiègne (CCRC)  et auquel la commune avait transféré un certain nombre de ses compétences, dans les conditions déterminées par le code général des collectivités territoriales.
Dans le cadre des dispositions de la loi portant nouvelle organisation territoriale de la République du 7 août 2015, qui prévoit que les établissements publics de coopération intercommunale (EPCI) à fiscalité propre doivent avoir un minimum de 15 000 habitants, cette intercommunalité a fusionné avec sa voisine pour former, le 1er janvier 2017, la communauté d'agglomération qui porfte le nom d'Agglomération de la Région de Compiègne et de la Basse Automne (ARCBA), dont est désormais membre la commune.

### Tendances politiques et résultats
Lors du second tour des élections municipales de 2014 dans l'Oise, la liste DVD menée par le maire sortant Jean Desessart obtient la majorité absolue des suffrages exprimés, avec 1 127 voix (50,47 %, 21 conseillers municipaux élus dont 2 communautaires), devançant largement celles menées respectivement par : 
- David Guérin (Divers : PLD), 591 voix, 26,46 %, 3 conseillers municipaux élus dont 1 communautaire) ;
- Didier Gaillard (Divers, 515 voix, 23,06 %, 3 conseillers municipaux élus).

Lors de ce scrutin, 31,84 % des électeurs se sont abstenus.
Lors du premier tour des élections municipales de 2020 dans l'Oise, la liste LR menée par le maire sortant Jean Desessart obtient la majorité absolue des suffrages exprimés, avec 1 077 voix (58,88 %, 22 conseillers municipaux élus dont 2 communautaires), devançant très largement celle DIV menée par Didier Gaillard qui a recueilli 752 voix (5 conseillers municipaux élus), lors d'un scrutin marqué par la pandémie de Covid-19 en France où 48,94 % des électeurs se sont abstenus.

#### Récapitulatif de résultats électoraux récents
| Scrutin              | 1er tour | 1er tour | 1er tour | 1er tour | 1er tour | 1er tour | 1er tour | 1er tour | 1er tour | 1er tour | 1er tour | 1er tour | 2d tour     | 2d tour     | 2d tour     | 2d tour     | 2d tour     | 2d tour     | 2d tour     | 2d tour     | 2d tour     | 2d tour     | 2d tour     | 2d tour     |
| Scrutin              | 1er      | 1er      | %        | 2e       | 2e       | %        | 3e       | 3e       | %        | 4e       | 4e       | %        | 1er         | 1er         | %           | 2e          | 2e          | %           | 3e          | 3e          | %           | 4e          | 4e          | %           |
| -------------------- | -------- | -------- | -------- | -------- | -------- | -------- | -------- | -------- | -------- | -------- | -------- | -------- | ----------- | ----------- | ----------- | ----------- | ----------- | ----------- | ----------- | ----------- | ----------- | ----------- | ----------- | ----------- |
| Européennes 2014     |          | FN       | 35,48    |          | UMP      | 20,96    |          | PS       | 11,30    |          | MODEM    | 9,26     | Tour unique | Tour unique | Tour unique | Tour unique | Tour unique | Tour unique | Tour unique | Tour unique | Tour unique | Tour unique | Tour unique | Tour unique |
| Régionales 2015      |          | FN       | 39,39    |          | UCD      | 30,95    |          | PS       | 17,82    |          | EELV     | 3,86     |             | UCD         | 56,21       |             | FN          | 43,76       | Pas de 3e   | Pas de 3e   | Pas de 3e   | Pas de 4e   | Pas de 4e   | Pas de 4e   |
| Présidentielles 2017 |          | FN       | 28,28    |          | LREM     | 22,40    |          | LR       | 20,83    |          | LFI      | 14,84    |             | LREM        | 55,43       |             | FN          | 44,57       | Pas de 3e   | Pas de 3e   | Pas de 3e   | Pas de 4e   | Pas de 4e   | Pas de 4e   |
| Européennes 2019     |          | RN       | 31,18    |          | LREM     | 19,72    |          | EELV     | 11,71    |          | LR       | 8,27     | Tour unique | Tour unique | Tour unique | Tour unique | Tour unique | Tour unique | Tour unique | Tour unique | Tour unique | Tour unique | Tour unique | Tour unique |
| Régionales 2021      |          | LR       | 44,14    |          | RN       | 26,14    |          | UGE      | 17,29    |          | LREM     | 2,43     |             | LR          | 51,28       |             | RN          | 27,75       |             | UGE         | 20,97       | Pas de 4e   | Pas de 4e   | Pas de 4e   |
| Présidentielles 2022 |          | RN       | 31,29    |          | LREM     | 27,40    |          | LFI      | 14,96    |          | REC      | 8,66     |             | RN          | 50,55       |             | LREM        | 49,45       | Pas de 3e   | Pas de 3e   | Pas de 3e   | Pas de 4e   | Pas de 4e   | Pas de 4e   |

### Liste des maires
| Période                                  | Période                        | Identité                        | Étiquette            | Qualité |
| ---------------------------------------- | ------------------------------ | ------------------------------- | -------------------- | --- |
| Les données manquantes sont à compléter. |                                |                                 |                      | |
|                                          |                                |                                 |                      | |
| novembre 1792                            | An II                          | Honoré Félix Dupain (1763-1839) |                      | aubergiste à La Croix |
|                                          |                                |                                 |                      | |
|                                          | 1815                           | François Lesguillier            |                      | |
| 1815                                     | 1829                           | Antoine Lesguillier             |                      | |
| 1829                                     | 1840                           | Louis-Pierre Dugrosprez         |                      | |
| 1840                                     | 1841                           | Edmé-Victor Langelez            |                      | |
| 1841                                     | 1851                           | Louis-Toussaint Thiery          |                      | |
| 1851                                     | 1874                           | Louis-Placide Duvivier          |                      | |
| 1874                                     | 1876                           | Jean-François Lesguillier       |                      | |
| 1876                                     | 1891                           | Florimond David                 |                      | |
| 1891                                     | 1900                           | Antoine Bouchez                 |                      | |
| 1900                                     | 1904                           | Ferdinand Meunier               |                      | |
| 1904                                     | 1912                           | Émile Dugrosprez                |                      | |
| 1912                                     | 1912                           | Eugène Caron                    |                      | |
| 1912                                     | 1913                           | Ferdinand Meunier               |                      | |
| 1913                                     | 1919                           | Émile Dugrosprez                |                      | |
| 1919                                     | 1925                           | Georges Marcille                |                      | |
| 1925                                     | 1927                           | Alexandre Pagnod                |                      | |
| 1927                                     | 1941                           | Denis Miquel                    | SFIO                 | |
| 1941                                     | 1944                           | Roger Meunier                   |                      | Industriel |
| 1944                                     | 1947                           | Ernest Herisson                 |                      | |
| 1947                                     | 1950                           | Ernest Legouverneur             |                      | |
| 1950                                     |                                | Marie Lhiaubert                 |                      | |
| Les données manquantes sont à compléter. |                                |                                 |                      | |
| 1971                                     | 1984                           | Albert Cuif                     |                      | |
| 1984                                     | juin 1995                      | Jacques Bontemps                |                      | |
| juin 1995                                | mars 2001                      | Guy Schott (1931-2012)          |                      | |
| mars 2001                                | En cours (au 12 décembre 2023) | Jean Desessart                  | UMP puis DVD puis LR | Ancien arbitre fédéral de football Vice-président de la CA Agglomération de la région de Compiègne (? → 2016) Vice-président de la CA Agglomération de la Région de Compiègne et de la Basse Automne (2017 → ) Conseiller départemental de Compiègne-2 (2015 → ) Vice-président du conseil départemental de l'Oise (2021 → ) Réélu pour le mandat 2020-2026, |

### Jumelages
Losheim am See (Allemagne) depuis 1998.
Lacroix-Saint-Ouen est jumelée avec le village allemand de Losheim am See, non loin de Sarrebruck, à l'est de Metz. La commune de Losheim am See se trouve dans le Nord du land de Sarre dans le parc naturel Sarre-Hunsruck entre le massif forestier et le bassin de la Sarre. La commune est située dans une région de moyenne montagne, à une altitude comprise 210 m et 585 m. Son attrait principal provient des 2 500 hectares de forêt et de son lac de 31 hectares.
La charte de jumelage entre Losheim et Lacroix-Saint-Ouen a été signée le 3 octobre 1998 à Losheim et le 24 avril 1999 à Lacroix-Saint-Ouen.

## Équipements et services publics

### Enseignement

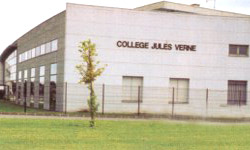
Le collège Jules-Verne

En 2022, la commune dispose de quatre écoles qui scolarisent 480 enfants :
- Deux écoles maternelles : Jacques-Bontemps et Pierrette-Abeille
- Deux écoles primaires : Jacques-Bontemps et Désiré Letolle

On note également :
- le collège Jules Verne : créé en 1994, cet établissement accueille en 2009 un peu plus de 500 élèves venant de Lacroix-Saint-Ouen mais bien entendu aussi des environs (Saint-Sauveur, Longueil-Sainte-Marie, Armancourt, Le Meux, etc.).
- le lycée Charles-de-Gaulle implanté dans la commune[52], comprenant une section hôtelière[53].

L’École supérieure de commerce de Compiègne s'est implantée dans ses nouveaux locaux en 2022. Elle forme alors 310 élèves en alternance dans les domaines du commerce, des finances, des achats, de la logistique, des ressources humaines et du marketing.

### Équipements culturels
L’espace culturel Marcel-Hervé, aménagé en 2015 dans un ancien manège équestre, construit à la fin du XIXe siècle pour le gentleman-ride Edmond Blanc, qui était à la tête d’une écurie de course, accueille notamment une bibliothèque municipale.

### Justice, sécurité, secours et défense
Un service de police municipale est recréé en 2023. Par ailleurs, la commune dispose d'un système de vodéosurveillance d'une trentaine de caméras exploité par le centre de supervision urbain intercommunal.

## Population et société
Les habitants sont appelés les Croisés-Saint-Audoniens (féminin : Croisées-Saint-Audoniennes).

### Démographie

#### Évolution démographique
L'évolution du nombre d'habitants est connue à travers les recensements de la population effectués dans la commune depuis 1793. Pour les communes de moins de 10 000 habitants, une enquête de recensement portant sur toute la population est réalisée tous les cinq ans, les populations de référence des années intermédiaires étant quant à elles estimées par interpolation ou extrapolation. Pour la commune, le premier recensement exhaustif entrant dans le cadre du nouveau dispositif a été réalisé en 2008.

En 2022, la commune comptait 5 175 habitants, en évolution de +14,47 % par rapport à 2016 (Oise : +0,87 %, France hors Mayotte : +2,11 %).
| 1793 | 1800 | 1806  | 1821  | 1831  | 1836  | 1841  | 1846  | 1851  |
| ---- | ---- | ----- | ----- | ----- | ----- | ----- | ----- | ----- |
| 800  | 934  | 1 012 | 1 084 | 1 143 | 1 152 | 1 159 | 1 250 | 1 216 |

| 1856  | 1861  | 1866  | 1872  | 1876  | 1881  | 1886  | 1891  | 1896  |
| ----- | ----- | ----- | ----- | ----- | ----- | ----- | ----- | ----- |
| 1 179 | 1 179 | 1 309 | 1 375 | 1 416 | 1 452 | 1 471 | 1 526 | 1 576 |

| 1901  | 1906  | 1911  | 1921  | 1926  | 1931  | 1936  | 1946  | 1954  |
| ----- | ----- | ----- | ----- | ----- | ----- | ----- | ----- | ----- |
| 1 679 | 1 728 | 1 746 | 1 623 | 1 673 | 2 008 | 2 012 | 1 931 | 2 036 |

| 1962  | 1968  | 1975  | 1982  | 1990  | 1999  | 2006  | 2008  | 2013  |
| ----- | ----- | ----- | ----- | ----- | ----- | ----- | ----- | ----- |
| 2 330 | 2 558 | 3 203 | 3 475 | 3 754 | 4 233 | 4 427 | 4 475 | 4 334 |

| 2018  | 2022  | - | - | - | - | - | - | - |
| ----- | ----- | - | - | - | - | - | - | - |
| 4 894 | 5 175 | - | - | - | - | - | - | - |

#### Pyramide des âges
La population de la commune est plus âgée que celle du département. En 2018, le taux de personnes d'un âge inférieur à 30 ans s'élève à 34,5 %, soit en dessous de la moyenne départementale (37,3 %). À l'inverse, le taux de personnes d'âge supérieur à 60 ans est de 25,9 % la même année, alors qu'il est de 22,8 % au niveau départemental.
En 2020, la commune comptait 2 415 hommes pour 2 528 femmes, soit un taux de 51,14 % de femmes, équivalent au taux départemental de 51,12 %.
Les pyramides des âges de la commune et du département s'établissent comme suit.
| Hommes | Classe d’âge | Femmes |
| ------ | ------------ | ------ |
| 0,3    | 90 ou +      | 0,8    |
| 7,1    | 75-89 ans    | 8,1    |
| 17,6   | 60-74 ans    | 19,7   |
| 21,4   | 45-59 ans    | 20,3   |
| 19,3   | 30-44 ans    | 18,2   |
| 17,2   | 15-29 ans    | 17     |
| 17,1   | 0-14 ans     | 16     |

| Hommes | Classe d’âge | Femmes |
| ------ | ------------ | ------ |
| 0,5    | 90 ou +      | 1,4    |
| 5,5    | 75-89 ans    | 7,6    |
| 15,6   | 60-74 ans    | 16,3   |
| 20,8   | 45-59 ans    | 20     |
| 19,4   | 30-44 ans    | 19,4   |
| 17,6   | 15-29 ans    | 16,2   |
| 20,6   | 0-14 ans     | 19,1   |

### Sporfts et loisirs
Le club de basket de Lacroix-Saint-Ouen, qui compte en 2022 302 licenciés, dispose d'une salle construite en 2021 dans le quartier des Jardins

### Cultes
Depuis le 1er septembre 2016, les messes catholiques du dimanche à l'église Saint-Ouen sont à 9h30 (sauf pendant les vacances, où les horaires sont susceptibles d'être modifiés). Depuis cette même date, les paroisses de Compiègne et des communes voisines (y compris Lacroix-St Ouen) ont fusionné.

## Économie

### Revenus de la population et fiscalité
En 2020, le revenu médian des ménages Croisés-Saint-Audoniens s'élevait à 25 180 euros euros par an. La même année, 60 % des foyers fiscaux de la ville étaient imposables tandis que le taux de pauvreté s'élevait à 7 %, significativement inférieur au taux de pauvreté du département (12,8 %),.

### Emploi et chômage
En 2020, la population âgée de 15 à 64 ans s'élevait à 3 095 personnes, parmi lesquelles on comptait 77,8% d'actifs dont 69,7% ayant un emploi et 8,2% de chômeurs.
| Répartition                                       | 2009 | %    | 2014  | %    | 2020  | %    |
| ------------------------------------------------- | ---- | ---- | ----- | ---- | ----- | ---- |
| Agriculteurs exploitants                          | 0    | 0    | 12    | 0,3  | 5     | 0,1  |
| Artisans, commerçants, chefs d'entreprise         | 125  | 3,4  | 127   | 3,5  | 115   | 2,8  |
| Cadres et professions intellectuelles supérieures | 370  | 10   | 399   | 11   | 445   | 10,9 |
| Professions intermédiaires                        | 545  | 14,7 | 539   | 14,9 | 751   | 18,4 |
| Employés                                          | 572  | 15,4 | 502   | 13,9 | 566   | 13,8 |
| Ouvriers                                          | 567  | 15,3 | 507   | 14   | 474   | 11,6 |
| Retraités                                         | 950  | 25,6 | 1 083 | 30   | 1 181 | 28,9 |
| Autres personnes sans activité professionnelle    | 580  | 15,6 | 441   | 12,2 | 553   | 13,5 |

Le taux de chômage était de 8,8% en 2009, 9,2% en 2014 et de 10,5% en 2020, des chiffres légèrement en dessous des moyennes nationale et départementale de l'Oise.

### Employeurs et entreprises
Un marché se tient tous les dimanches matin sur le parking de la rue Jules-Ferry.
La commune partage avec Compiègne et Mercières aux bois le quartier d'affaires L'Européen Parc. Le parc technologique et tertiaire de Lacroix-Saint-Ouen est aménagé sur la commune, et voit, en 2022, la livraison du programme Origin’s Park, construit en structure bois en 2022 et qui accueille notamment : Wyz Pneus et Trellebrog Wheel Systems France.

## Culture locale et patrimoine

### Lieux et monuments
Lacroix-Saint-Ouen ne compte aucun monument historique classé ou inscrit sur son territoire.
On peut néanmoins signaler :
- Église Notre-Dame et Saint-Ouen, rue Pasteur, qui a pour origine une abbaye fondée à l’époque mérovingienne par Dagobert Ier sous le nom de La Croix : orientée irrégulièrement nord-est - sud-ouest, l'église se compose d'une nef de quatre travées ; d'un collatéral sud de cinq travées ; d'un bas-côté nord de quatre travées ; d'un chœur de deux travées se terminant par un chevet à pans coupés ; et d'un clocher à l'angle entre bas-côté nord et chœur. 
Le collatéral est presque aussi large que le vaisseau central et presque aussi haut : il pourrait être considéré comme une deuxième nef. Curieusement, sa dernière travée est condamnée et non visible depuis l'intérieur de l'église. Vaisseau central et collatéral disposent de toitures indépendantes, avec des pignons du côté de la façade occidentale, qui est de style néogothique. Le bas-côté est recouvert d'un toit en appentis s'appuyant contre le toit de la nef. Le clocher est une simple tour carrée, percé seulement au niveau de l'étage de beffroi de deux baies abat-son en tiers-point non décorées sur chaque face, et recouverte d'une flèche en charpente couverte d'ardoise. Au sud, les deux dernières fenêtres présentent un remplage de style gothique flamboyant. 
Le bas-côté sud correspondait autrefois, sous le titre de Notre-Dame, à la partie paroissiale de l'église, et la nef ainsi que le bas-côté nord correspondent, sous le titre de Saint-Ouen, à l’ancienne église du prieuré.
Les autres fenêtres sont sans style particulier. L'intérieur est voûté d'ogives et d'un style flamboyant assez lourd. Les nervures des voûtes se fondent dans les piliers des grandes arcades et dans le mur côté sud, mais retombent sur des culs-de-lampe au nord. Les deux dernières grandes arcades à l'est possèdent des piliers ondulés et sont plus élégants. La nef est aveugle, sauf à l'ouest, et éclairée indirectement par le bas-côté et le collatéral. Le chœur est de style gothique rayonnant, et c'est la seule partie de l'église où l'on rencontre des chapiteaux. Les nervures de la voûte de la première travée, retombent sur des faisceaux de trois fines colonnettes. Les nervures de la voûte sexpartite de l'abside sont reçues par des colonnettes uniques. Avec seulement trois fenêtres et des murs latéraux aveugles, le chœur est la partie la plus sombre de l'église.
On peut signaler un retable Louis XVI comportant une Assomption de la Vierge est installé contre le mur de séparation avec le bas-côté[65].
- Colombier de la grande ferme, rue Jules-Ferry.
- Château et écuries Prat, rue Julien-Fatrez, du dernier quart du XIXe siècle.
- Le « pont du Bac », pont suspendu sur l'Oise, situé à l'emplacement de l'ancien bac, inauguré en 1846 et reconstruit en 1949. 
Ce pont a été utilisé pour le tournage des scènes finales du film Le serpent (1973) d'Henri Verneuil, en raison de sa ressemblance avec le pont de Glienicke près de Berlin. On y voit l'échange entre un pilote américain et l'espion soviétique (Yul Brynner), escorté par le chef de la CIA (Henry Fonda) et le chef des services secrets français (Philippe Noiret).

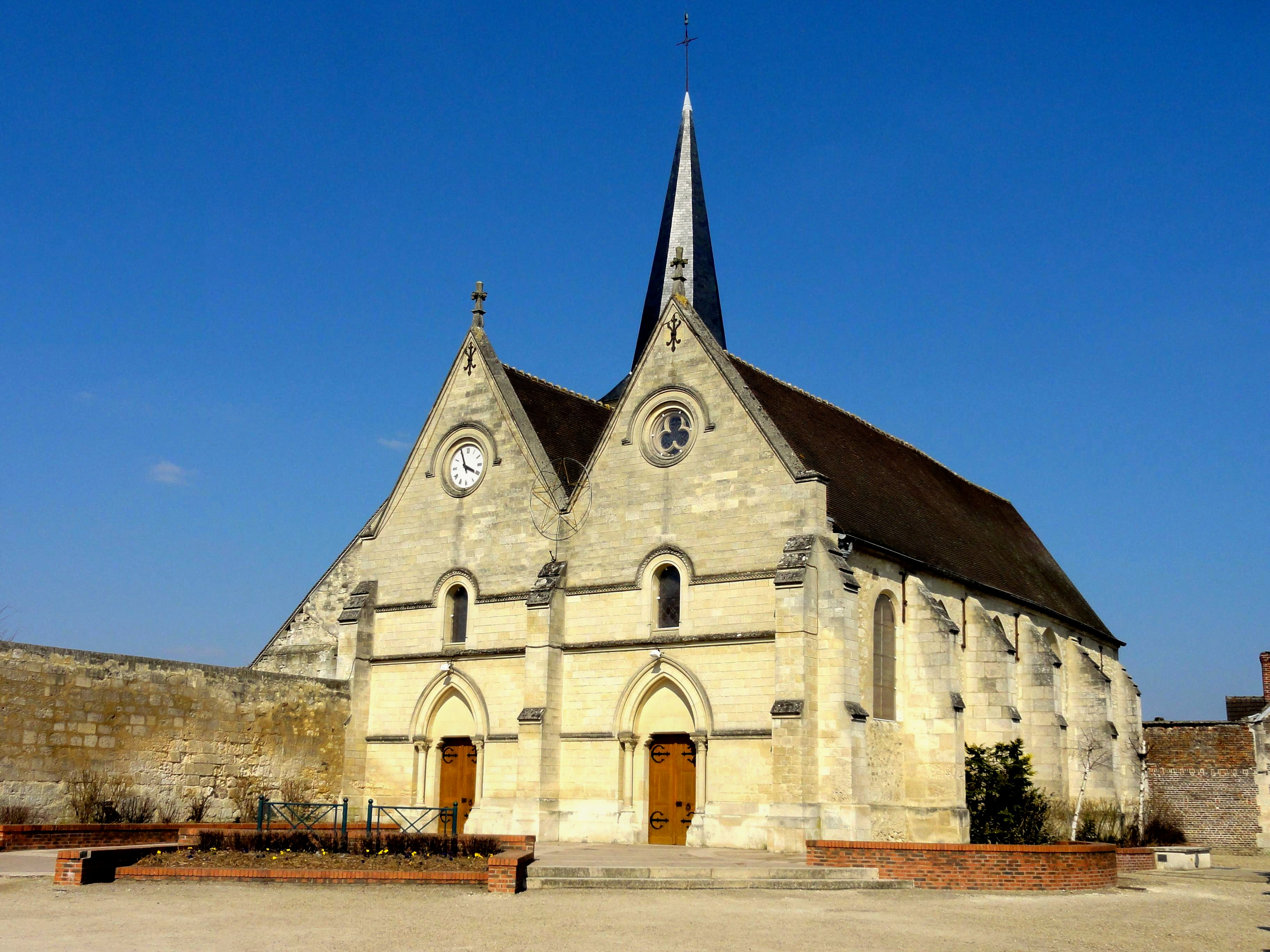
Église Saint-Ouen.
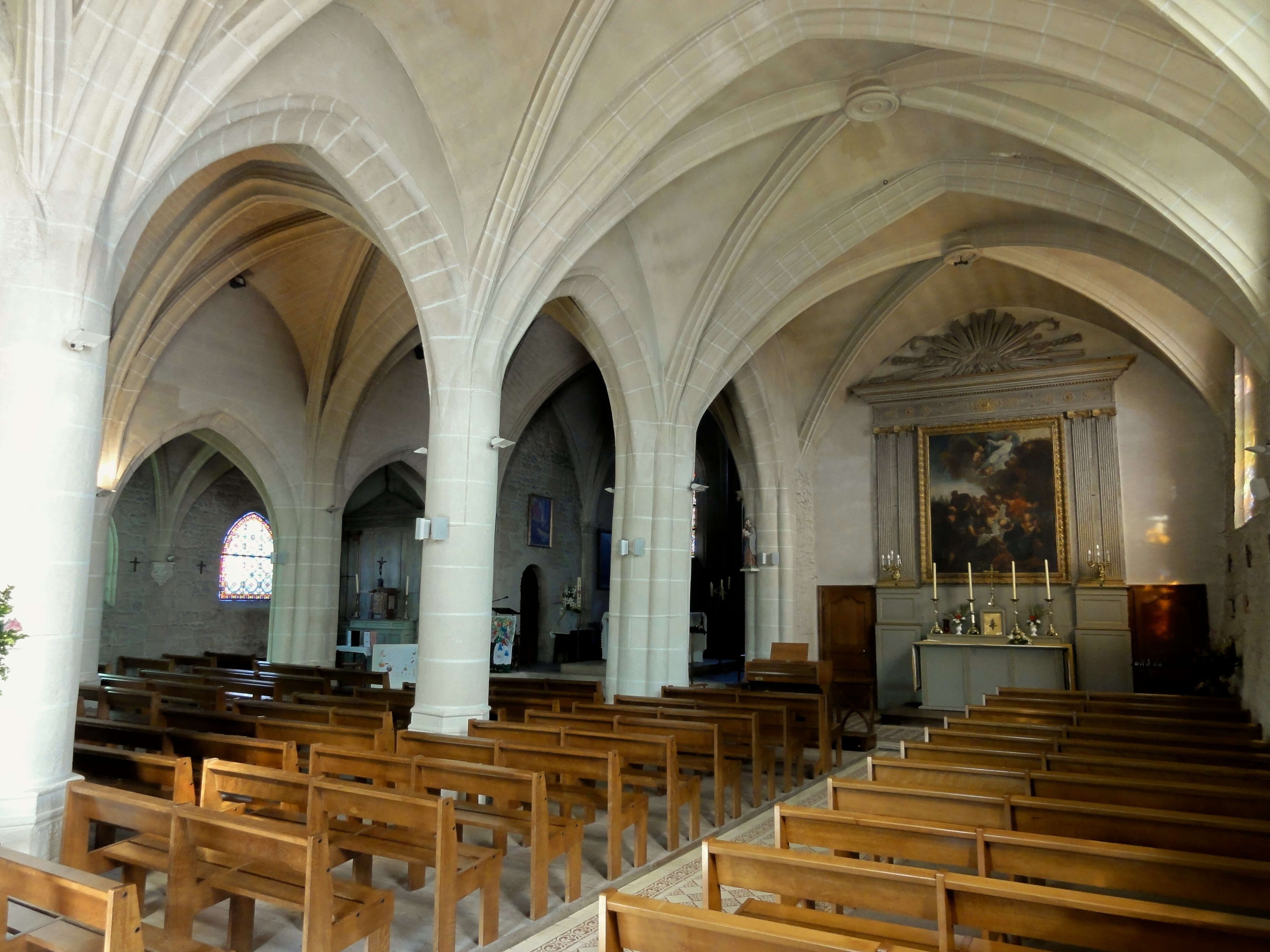
Intérieur de l'église.
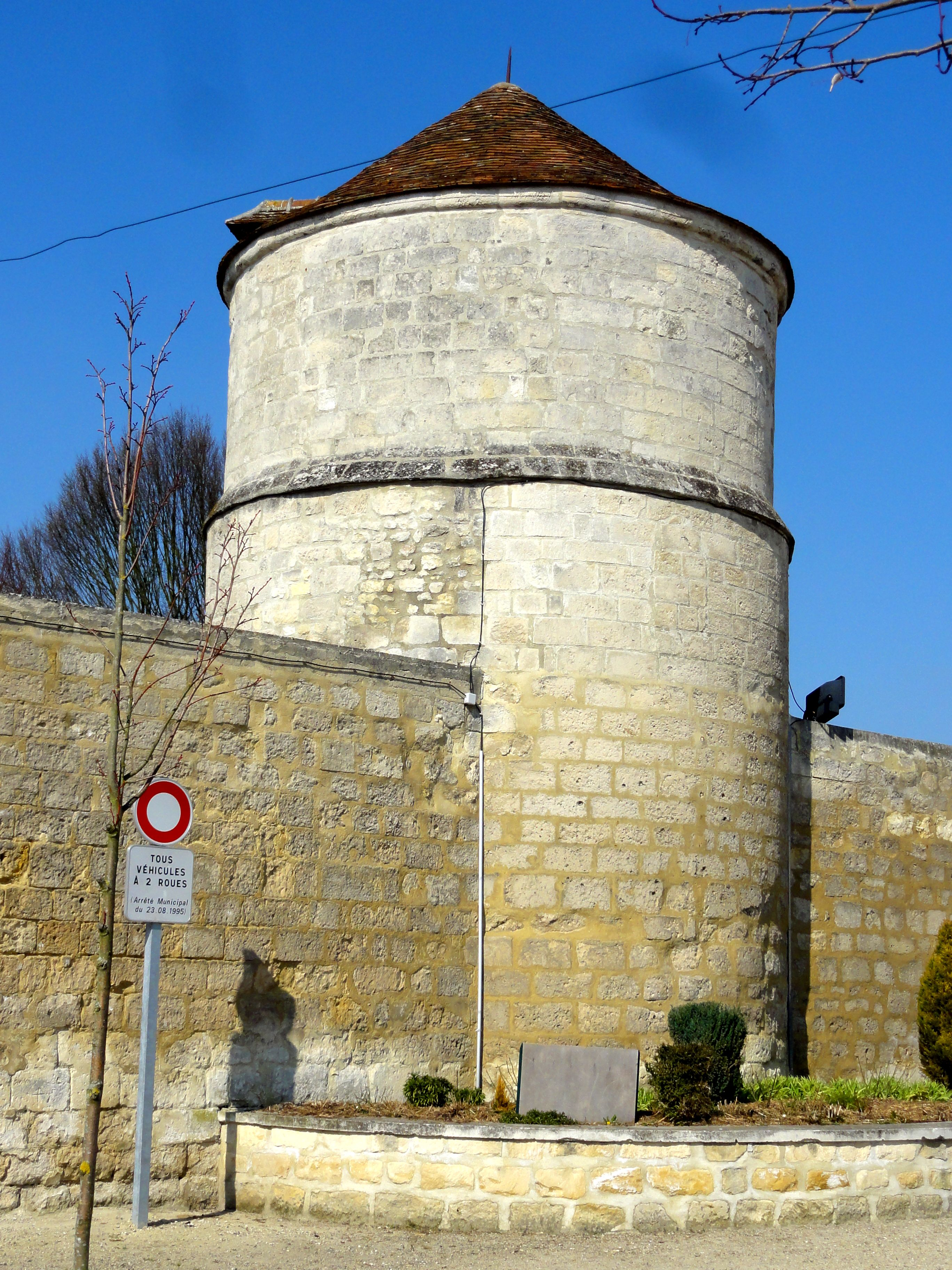
Colombier de la grande ferme.
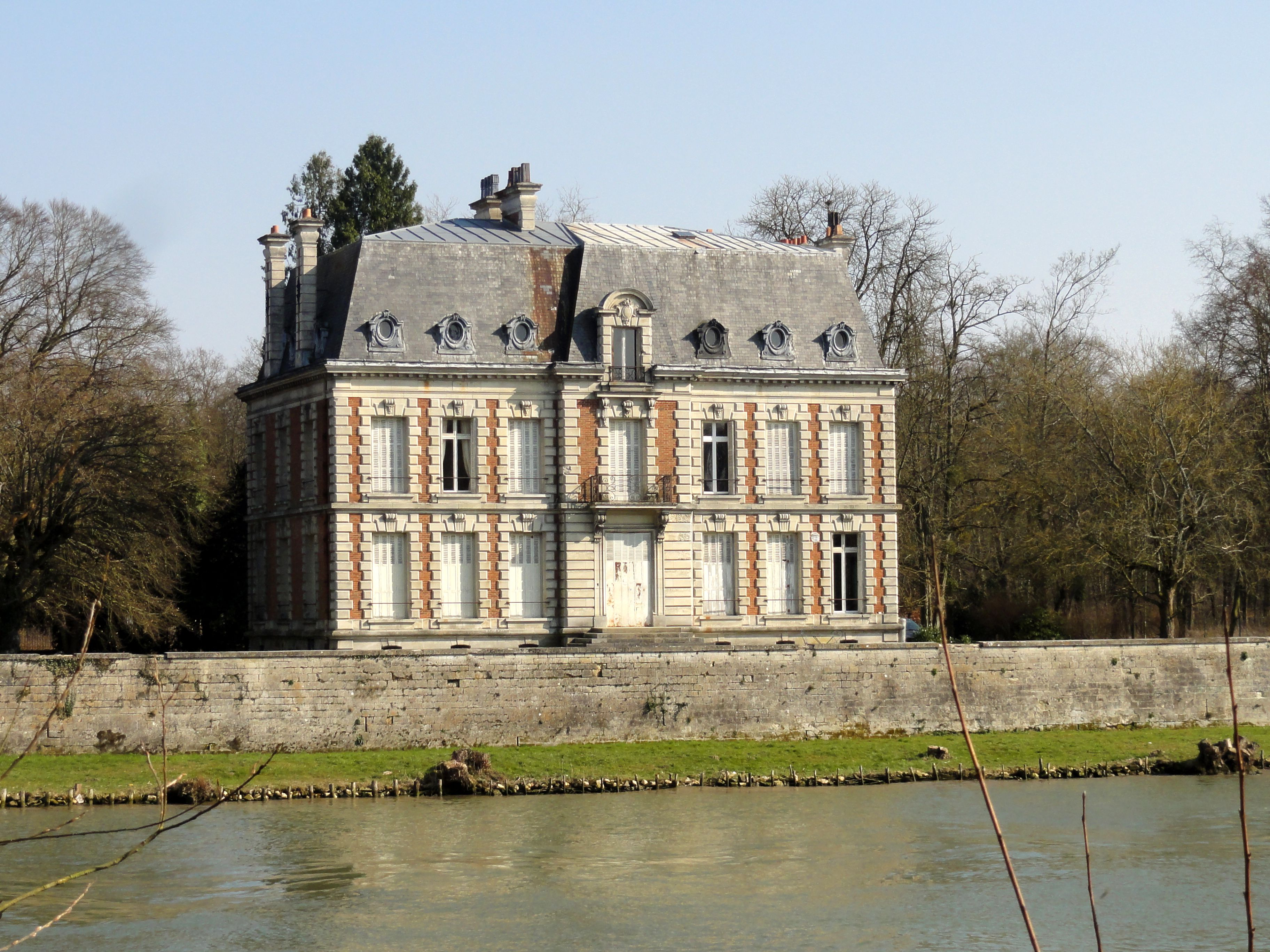
Château Prat, façade ouest, et l'Oise.
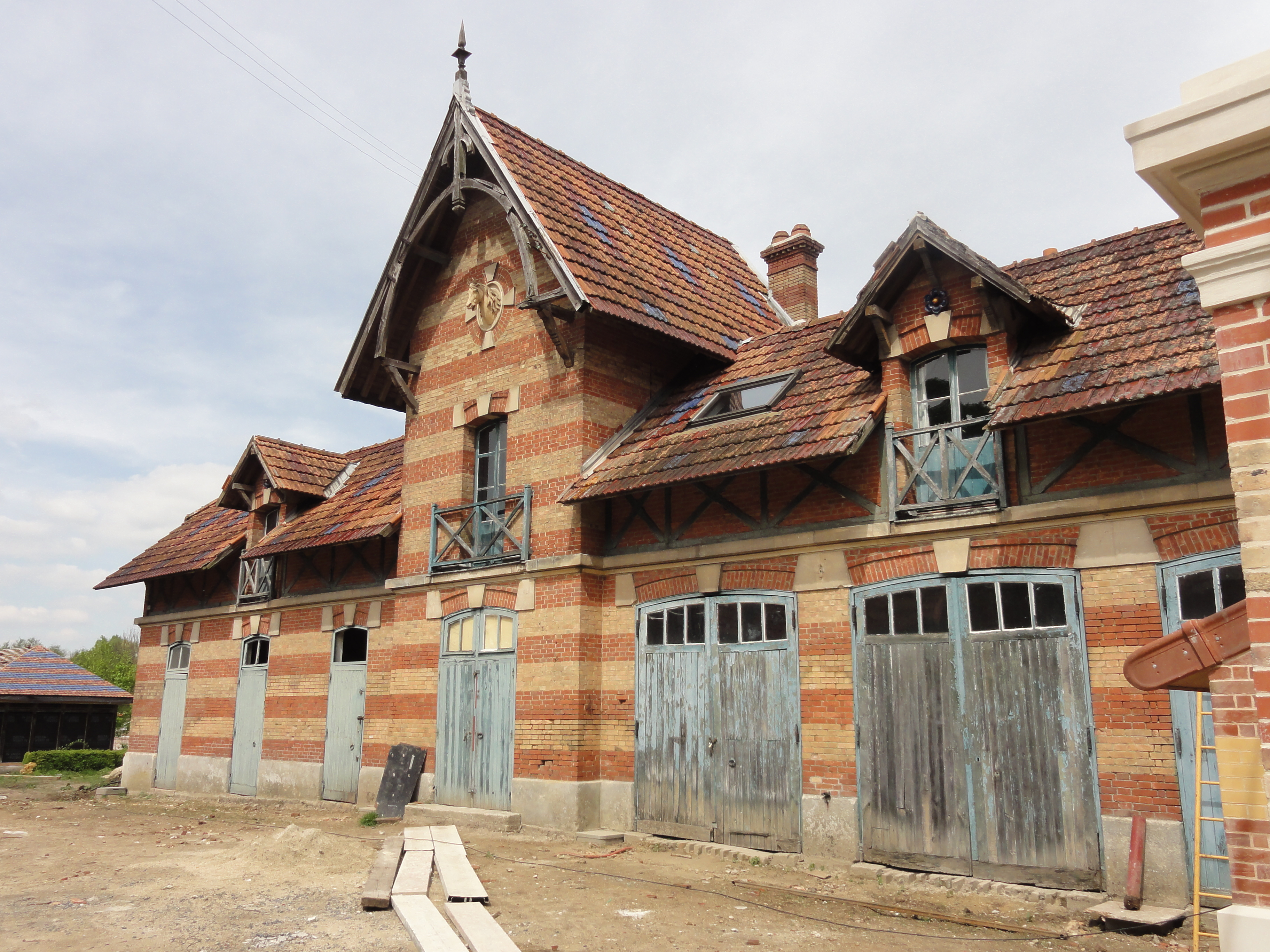
Anciennes écuries du Château Prat.
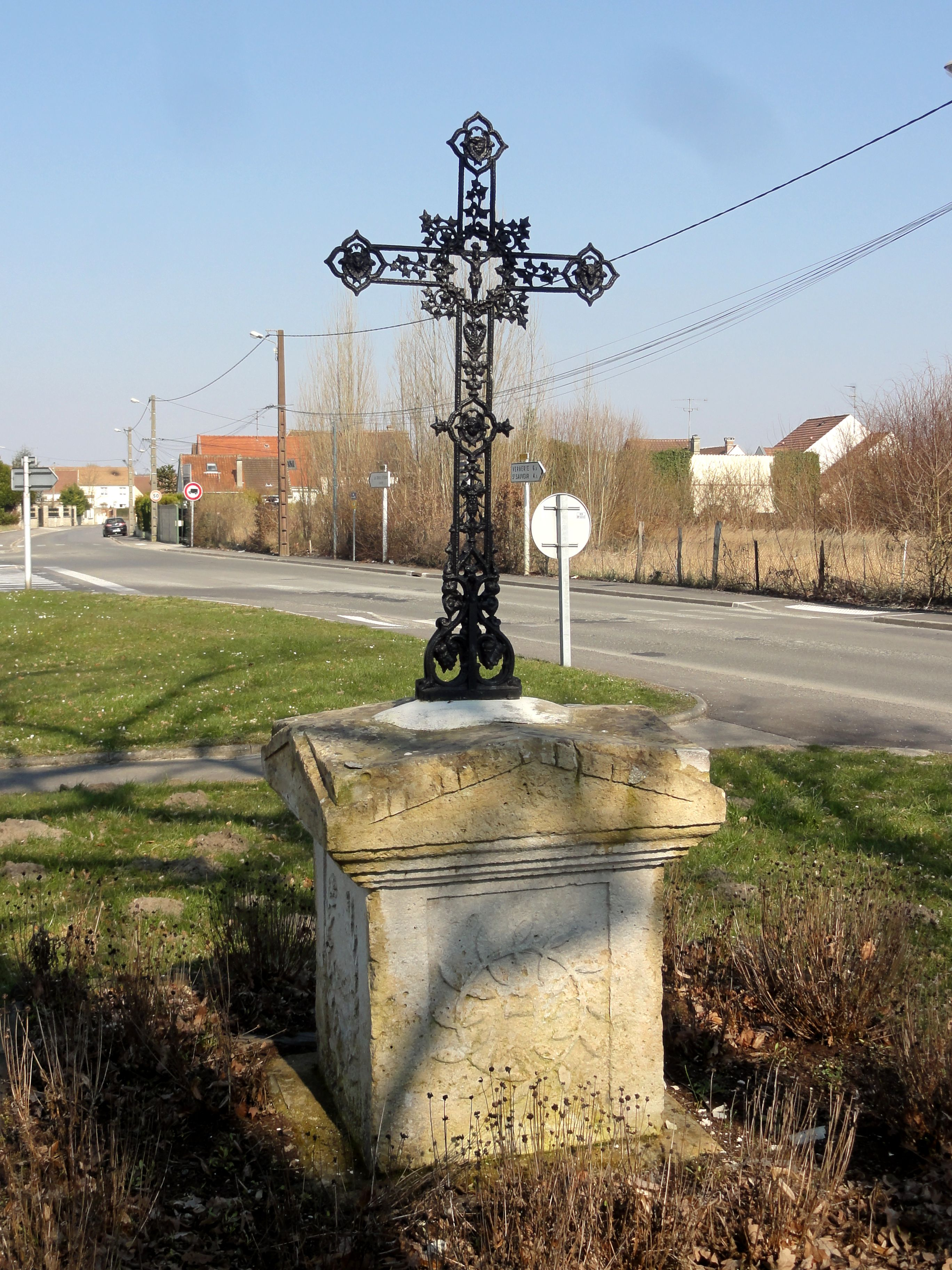
Croix de chemin.
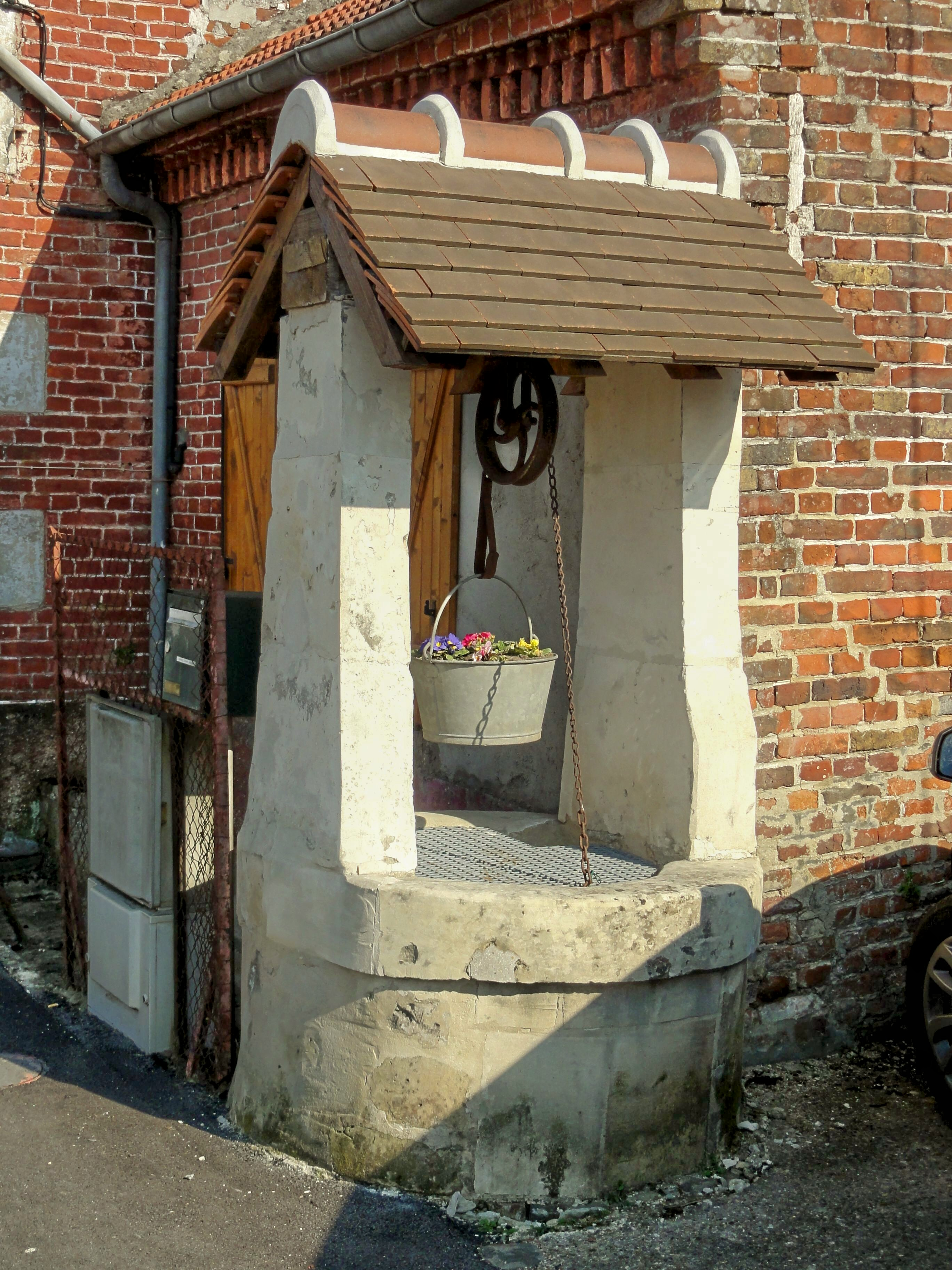
puits.

### Personnalités liées à la commune
- Saint Ouen (vers 603-684), saint fondateur d'un monastère présent à l'origine sur l'emplacement du village.
- Edmond Blanc (1856-1920), célèbre propriétaire-éleveur de chevaux de course qui a possédé un centre d’entraînement équestre (1888-1904).
- Étienne Balsan (1878-1953), ancien officier de cavalerie et éleveur de chevaux de course (rue Carnot).
- Coco Chanel (1883-1971), y fréquente le manège à chevaux de la maison Balsan[66].

### Héraldique
| Blason de Lacroix-Saint-Ouen | Blason  | D'argent à la croix d'azur chargée d'une crosse d'or et cantonnée de deux fleurs de lys de sable aux cantons du chef-dextre et de la pointe-senestre. |
| Blason de Lacroix-Saint-Ouen | Détails | Le statut officiel du blason reste à déterminer. |

## Pour approfondir